# Buochs
Buochs is een gemeente en plaats in het Zwitserse kanton Nidwalden. Buochs telt 5323 inwoners.